# Trymalium litorale
Trymalium litorale là một loài thực vật có hoa trong họ Táo. Loài này được (Diels) Domin miêu tả khoa học đầu tiên năm 1923.